# La Campanella
La Campanella (ital.: Glöckchen, Handglocke) in gis-Moll ist die 3. Etüde der Six Grandes Etudes de Paganini für Klavier des Komponisten und Pianisten Franz Liszt.
Das Stück basiert auf einem Thema aus dem letzten Satz des 2. Violinkonzerts h-Moll des Geigers Niccolò Paganini, einem Rondo, in dem die Harmonien durch das Läuten einer Handglocke unterstützt werden.
Liszt hatte das Thema bereits in seinen Variationen Grande Fantaisie de Bravoure sur ‘La Clochette’ de Paganini h-Moll (1831–1832) für Klavier benutzt. Die endgültige Version der Grandes Etudes de Paganini No.3, die inzwischen die populärste und am häufigsten gespielte ist, ist in gis-Moll notiert.
Die Etüde wird in mittlerem Tempo (Allegretto) gespielt und ist im Prinzip eine Sequenz von verschiedenen Fingerübungen für die rechte Hand: am Anfang stehen riesige Staccato-Sprünge der rechten Hand (Daumen zu kleiner Finger bis zu 2 Oktaven), für die das Stück berüchtigt ist. Es folgen Übungen für die Spannung der rechten Hand (Arpeggien über 2 Oktaven), Oktav-Fingerwechsel-Übungen, Triller, Läufe unter fast ausschließlicher Beteiligung der schwächeren Finger, aufsteigende Folgen von Quartsextakkorden und am Schluss chromatische Oktav-Läufe. Es ist vor allem ein sehr effektvolles Stück, das gerne als Zugabe gegeben wird (z. B. durch den Pianisten Emil Gilels).

## Klangbeispiel
La Campanella, gespielt von Romuald Greiss auf einem Budynowicz-Piano von 1850: Anhörenⓘ